# Sant Quintí de Mediona
Sant Quintí de Mediona – gmina w Hiszpanii, w prowincji Barcelona, w Katalonii, o powierzchni 13,81 km². W 2011 roku gmina liczyła 2146 mieszkańców.